# Jamblang (plaats)
Jamblang is een bestuurslaag in het regentschap Cirebon van de provincie West-Java, Indonesië. Jamblang telt 5198 inwoners (volkstelling 2010).